# Brendan Boyle

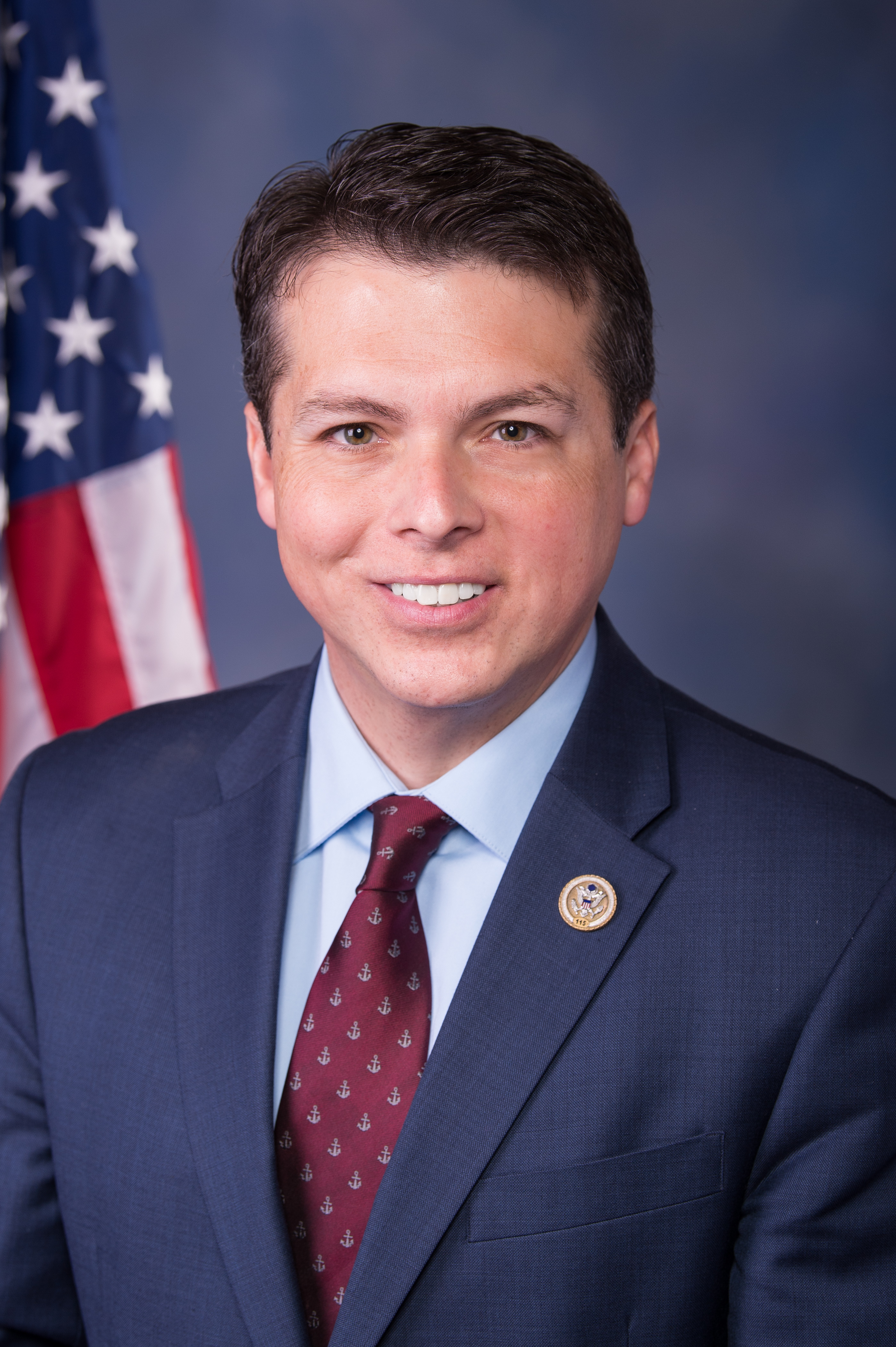
Brendan Boyle, 2018

Brendan Francis Boyle (* 6. Februar 1977 in Philadelphia, Pennsylvania) ist ein US-amerikanischer Politiker der Demokratischen Partei. Seit Januar 2015 vertritt er den Bundesstaat Pennsylvania im US-Repräsentantenhaus. Zuerst für den 13. Distrikt, seit 2019 für den zweiten Distrikt.

## Werdegang
Im Jahr 1995 absolvierte Brendan Boyle die Cardinal Dougherty High School in Philadelphia. Daran schloss sich bis 1999 ein Studium an der University of Notre Dame in South Bend (Indiana) an, das er mit einem Bachelor of Arts beendete. 2005 schloss er seine Ausbildung an der Harvard Kennedy School mit einem Master in Public Policy ab. Beruflich wurde er Fakultätsmitglied der Drexel University in Philadelphia. Außerdem war er als Geschäftsberater und im Radiogewerbe tätig.

## Politik
Politisch schloss er sich der Demokratischen Partei an. Zwischen 2008 und 2014 saß er als Abgeordneter im Repräsentantenhaus von Pennsylvania.
Bei den Kongresswahlen des Jahres 2014 wurde Boyle im 13. Kongresswahlbezirk von Pennsylvania in das US-Repräsentantenhaus in Washington, D.C. gewählt, wo er am 3. Januar 2015 die Nachfolge von Allyson Schwartz antrat, die erfolglos in den Vorwahlen der Demokratischen Partei für das Amt des Gouverneurs kandidiert hatte. Er besiegte den Republikaner Dee Atkins mit 67:33 Prozent der Stimmen. Da er im Jahr 2016 in seinem Amt bestätigt wurde, gehörte er auch dem am 3. Januar 2017 zusammentretenden 115. Kongress der Vereinigten Staaten an. Nach der Neueinteilung der Wahlbezirke in Pennsylvania trat er im 2. Distrikt an. Dort setzte er sich bei der Wahl 2018 gegen den Republikaner David Torres mit 78,9 % der Stimmen durch. Nach dem Sieg bei der Wahl 2020 konnte er sein Amt weiter ausüben.
Die Primary (Vorwahl) seiner Partei für die Wahlen 2022 am 17. Mai konnte er ohne Gegenkandidaten gewinnen. Er trat am 8. November 2022 gegen Aaron Bashir von der Republikanischen Partei an. Boyle erhielt im November 75,7 % und war damit auch im Repräsentantenhaus des 118. Kongresses vertreten. Da weder Brandan Boyle noch bei den Republikanern Aaron Bashir in der Vorwahl zur Wahl 2024 zum 119. Kongress Gegenkandidaten hatten, trafen Boyle und Bashir erneut im November aufeinander. Mit 71,5 % entschied Boyle das Duell am 5. November 2024 erneut für sich. Seine aktuelle Legislaturperiode im Repräsentantenhaus des 119. Kongresses läuft noch bis zum 3. Januar 2027.

## Ausschüsse
Er ist aktuell Mitglied in folgenden Ausschüssen des Repräsentantenhauses:
- Committee on the Budget
- Committee on Ways and Means
  - Select Revenue Measures
  - Trade

Außerdem ist Boyle auch Mitglied in über 30 Caucuses.